# Неак-Пеан
Неак-Пеан (кхмер. ប្រាសាទនាគព័ន្ធ [pra: sa: t niək poan]) — небольшой буддийский храм в Ангкоре, Камбоджа. Расположен на круглом острове в центре барая близ Преахкхан.

## Название
Прасат ниек поан:

прасат — ប្រាសាទ [pra: sa: t] — храм, башня; руины.

ниек — នាគ [niək] — Нага.

поан — ព័ន្ធ [poan] — переплетать, сплетать.

Таким образом, Прасат ниек поан в переводе с кхмерского означает «храм переплётшихся наг».

## История

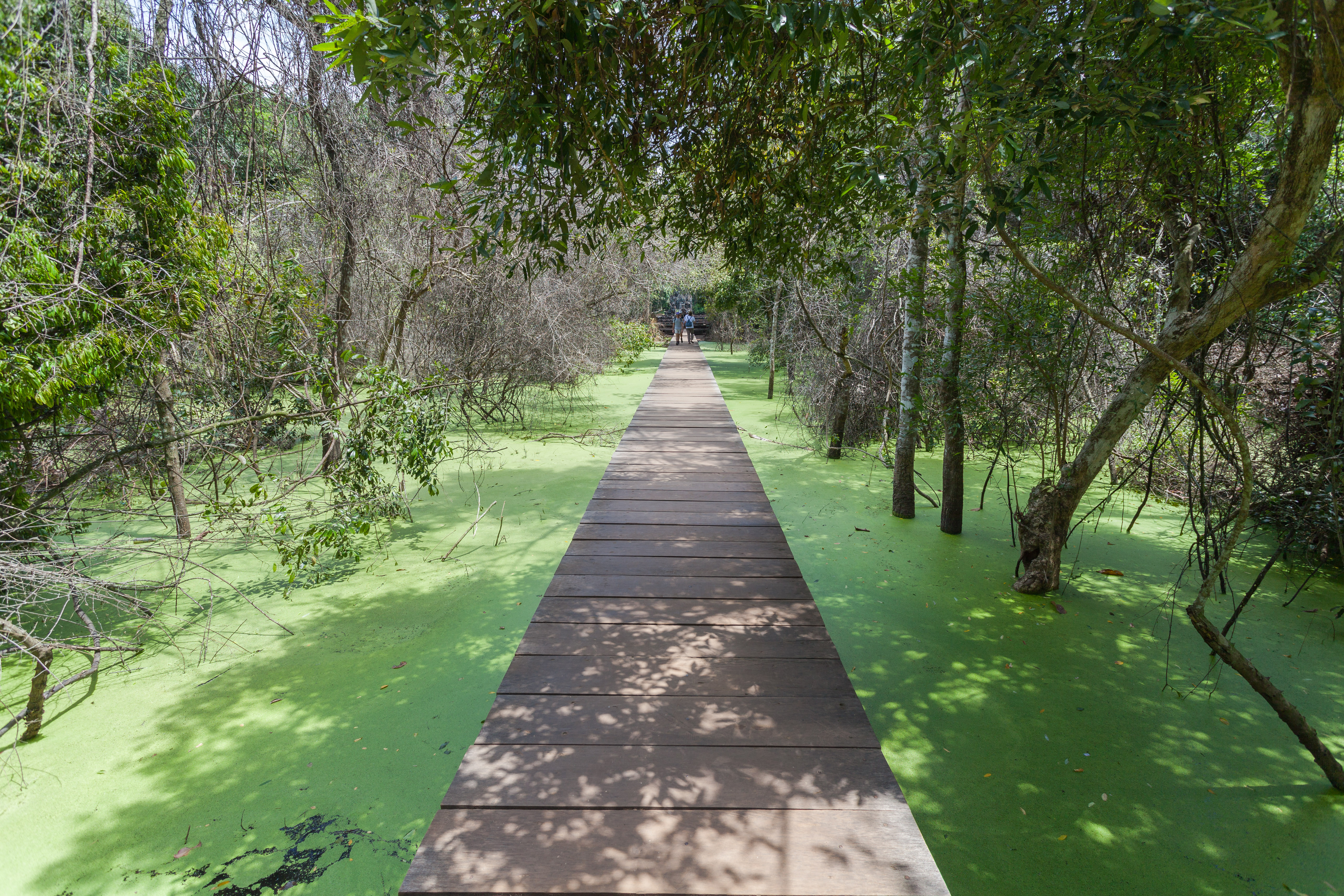
Дорога к храму

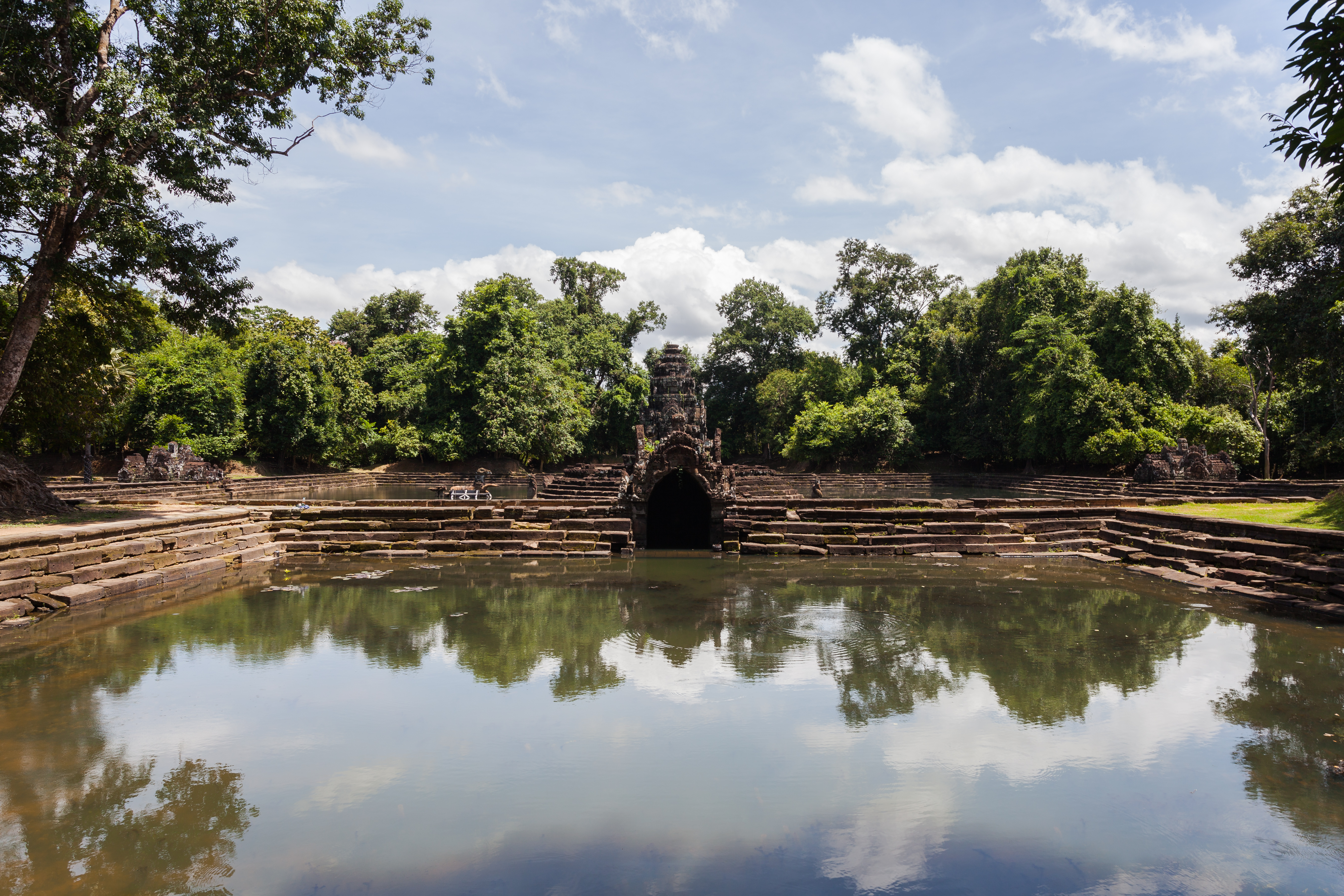
Общий вид

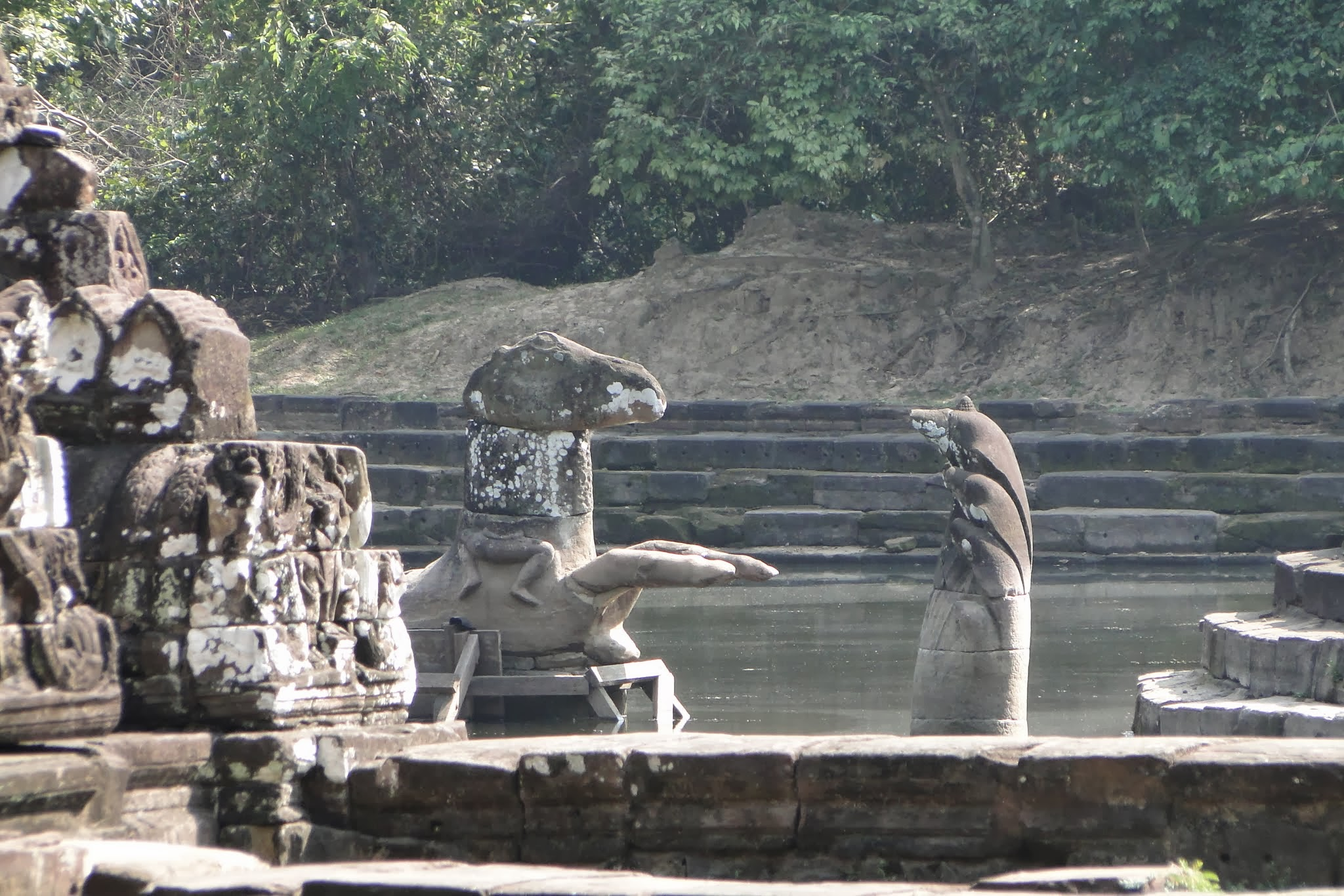
Лошадь в пруду

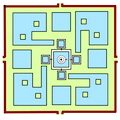
План храма Неак-Пеан

Неак-Пеан представляет собой необычный маленький памятник с крестообразным расположением водоемов с башней святилища на круглом острове в середине. Он расположен в середине барая (большой пруд прямоугольной формы) Джайтатака, относящемуся к храму Прэах-Кхан, и был сразу спроектирован с островным храмом в его середине. Хотя Джаятатака сейчас высох, остров был большим квадратом со стороной 300 м. В его центре был главный водоем, представлявший собой квадрат со стороной 70 метров с четырьмя меньшими квадратными водоемами со стороной 25 метров, ориентированные по сторонам света. В центре главного водоема находится крошечный круглый остров 14 метров в диаметре со святилищем в центре.

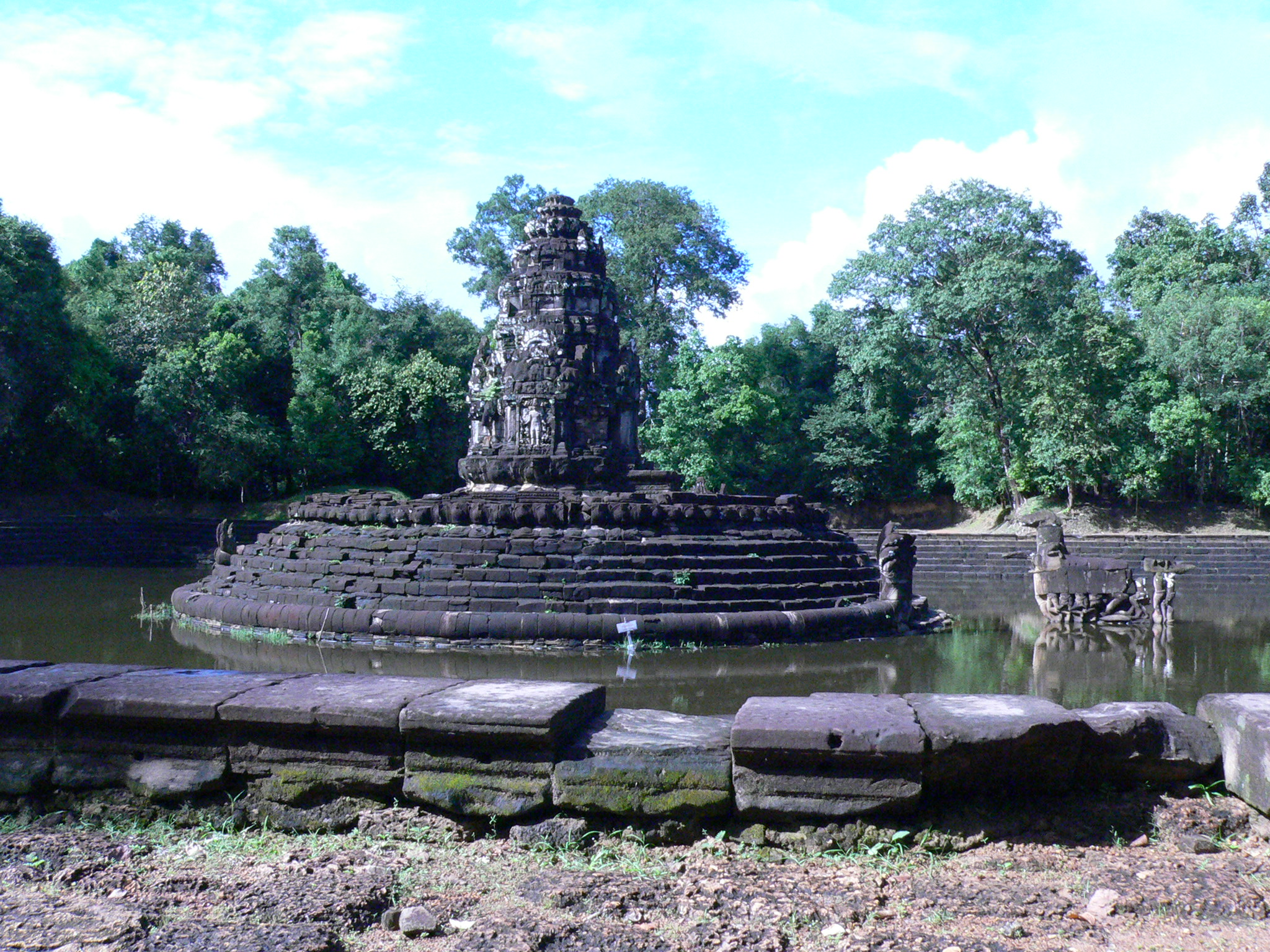
Статуя Бахалы справа от острова

Четыре соединённых бассейна символизируют четыре стихии: Воду, Землю, Огонь и Ветер. Считалось, что прохождение через эти бассейны способствовало достижению баланса между элементами в организме, и, тем самым, — исцелению от болезней. В середине центрального бассейна расположен круглый остров, на котором находится небольшой прасат. Два нага опоясывают основание круглого острова от чего он и получил название Неак-Пеан, что означает «свёрнутые змеи». Их головы расходятся на востоке, чтобы дать проход на восток и выполнены в стиле головы короля змеев Мукалинды, который защитил Будду в медитации, когда надвигалась гроза. В нескольких метрах от острова находится статуя Балахи (Бодхисаттвы Гуаньинь в образе лошади), символизирующая предохранение от утоплени
Некоторые исследователи считают, что Неак-Пеан представляет собой Анаватапту, волшебное озеро, воды которого способны исцелить любую болезнь. Изначально храм строился в медицинских целях, как и многие другие лазареты, построенные Джаяварманом VII. Стела храма Прэах-Кхан упоминает этот храм с именем Раджьясри — «Счастье Королевства».
Надпись на одной из стен, найденных при расчистке Прэах-Кхан, упоминает о Неак-Пеан «как о знаменитом острове, привлекающем своими бассейнами, которые смывают грязь грехов с тех, кто туда приходит». Это было местом паломничества: сюда приходили купаться, и «больные возвращались исцелёнными», а сам храм ассоциировался с судном для пересечения «Океана Существования».